# إرنست هينريخ فيبر
إرنست هينريخ فيبر (بالألمانية: Ernst Heinrich Weber) هو طبيب ألماني ولد في يوم 24 يونيو 1795 في مدينة فيتنبرغ في ساكسونيا في الإمبراطورية الرومانية المقدسة، يعتبر من مؤسسي علم النفس التجريبي حيث درس الحس و اللمس وأكتشف أن مناطق الحس تختلف في جسم الإنسان في كل منطقة في قوتها، دراساته أصبحت مصدر لتعليم علم النفس، توفي ويبر في يوم 26 يناير 1878 في مدينة ليبزغ.

## إسهاماته

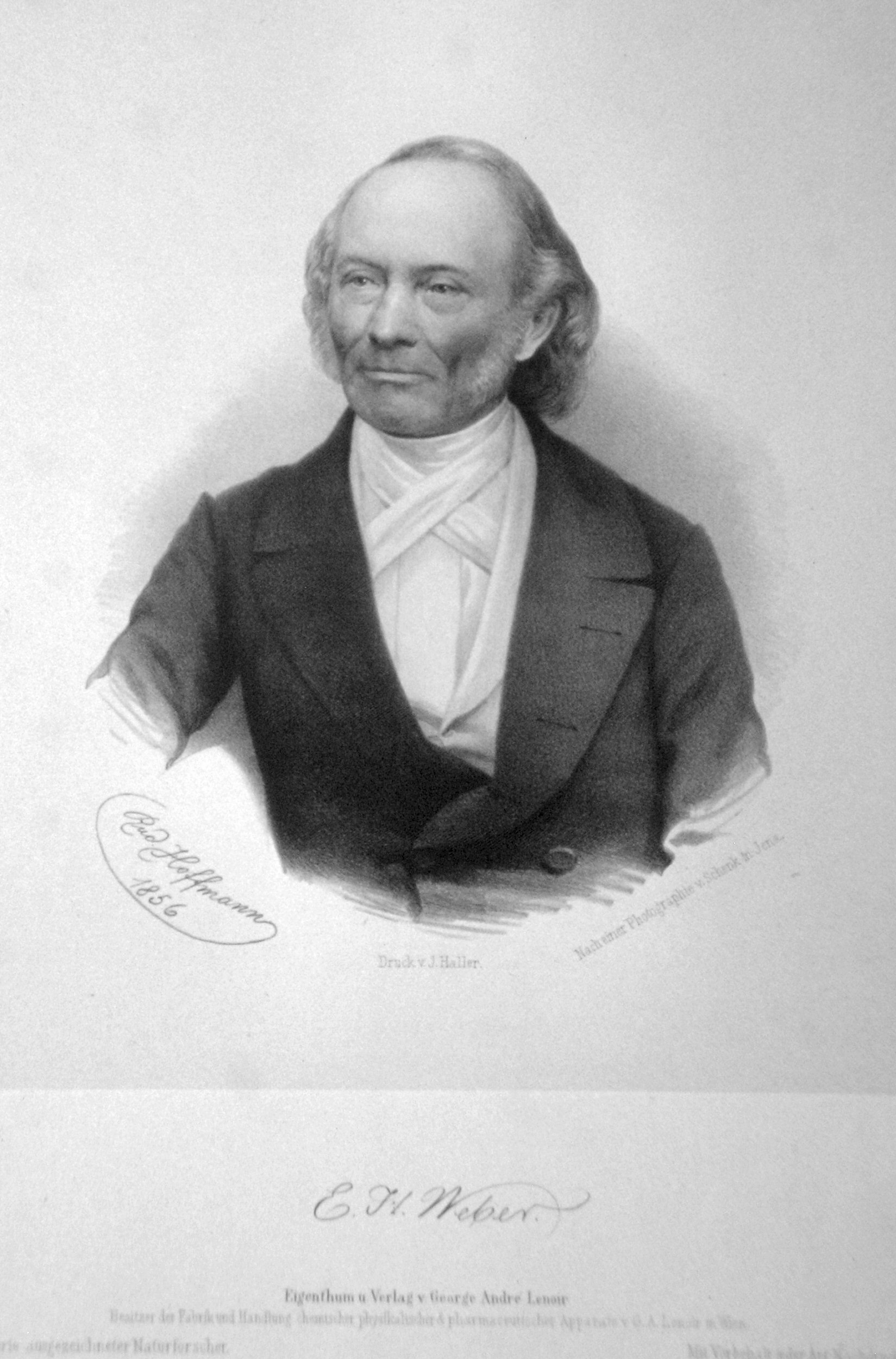
إرنست هينريخ فيبر

الفرق الملحوظ الأدنى: يصف فيبر الفرق الملحوظ الأدنى كما يلي: «عند ملاحظة التباين بين الأشياء المُقارنة، لا ندرك الاختلاف بين الأشياء، بل نسبة الاختلاف إلى حجم الأشياء». بمعنى آخر، يمكننا كشف الفرق النسبي، لا الفرق المطلق بين العناصر. أي يمكننا كشف التغيير عند نسبة ثابتة، لا عند فرق ثابت. كان أول عمل لفيبر حول الفرق الملحوظ الأدنى في الأوزان، إذ إن الفرق الملحوظ الأدنى في سياق الوزن هو «الحد الأدنى للفرق بين وزنين الضروري للتمييز بينهما». هكذا، وجد فيبر أن القدرة على التفريق بين وزنين تبدأ عندما يكون الفرق بنسبة 8-10%. فمثلًا، إذا كنت تمسك كتلة 100 غرام، فيجب أن تزن الكتلة الثانية 108غرامات على الأقل كي تشعر بالفرق بينهما. ظن فيبر أيضًا أن هناك نسبة ثابتة تُطبق على الحواس كلها، لكنها مختلفة حسب نوع الإحساس. عند مقارنة الفرق بين طول خطين، يجب أن يكون الفرق 0.01 على الأقل للتمييز بينهما. عند مقارنة حدة الموسيقى، يجب أن يبلغ الفرق 0.006 اهتزاز في الثانية على الأقل. لذا، يحتاج كل إحساس إلى زيادة معينة في القياس لإدراك الفرق.
قانون فيبر: أثبت قانون فيبر، كما سماه جوستاف ثيودور فخنر، أن الأحداث الحسية قد ترتبط رياضيًا بالتغيرات النسبية القابلة للقياس في قيم التنبيه الفيزيائي.
ΔR/R = k
ΔR: مقدار التنبيه الذي يجب إضافته لإحداث الفرق الملحوظ الأدنى
R: مقدار التنبيه الحالي
k: ثابت (يختلف من إحساس إلى آخر)
لا يصلح قانون فيبر عندما يقترب المنبه من الحدود العليا أو الدنيا في نموذج حسي ما. وجد فخنر الإلهام في قانون فيبر وطوّر ما يُعرف اليوم باسم قانون ويبر-فيشنر. اختلف قانون فخنر وكان متقدمًا لأنه طور أساليب جديدة لقياس الفروق الملحوظة في نماذج الإحساس المختلفة، ما يجعل النتائج المُقاسة أكثر دقة.
علم النفس التجريبي: في الوقت الأكبر من حياته المهنية، عمل فيبر مع أخويه، فيلهلم وإدوارد، وشريكه جوستاف ثيودور فخنر. ساعدت علاقات العمل هذه فيبر فأكمل أبحاثه حول الجهاز العصبي المركزي، وجهاز السمع، وتشريح الدماغ ووظيفته، والدورة الدموية، وغيرها، والكثير من الأبحاث في فيزيولوجيا وسايكولوجيا الحس.

## روابط خارجية
- إرنست هينريخ فيبر على موقع الموسوعة البريطانية (الإنجليزية)